# Comparative Bullet Lead Analysis
Die Comparative Bullet Lead Analysis (CBLA) ist eine forensische Technik, bei welcher versucht wird, über die chemische Zusammensetzung von Geschossen eine Zuordnung zu einer bestimmten Produktionscharge oder Munitionsschachtel herzustellen.

## Funktionsweise
Bleigeschosse werden unter Verwendung von Blei oder Bleilegierungen gegossen oder gepresst. Dabei wird eine große Zahl von Geschossen aus derselben Bleischmelze hergestellt. Die CBLA geht davon aus, dass:
1. die Bleischmelze einer Charge eine völlig gleichmäßige chemische Zusammensetzung aufweist
2. keine zwei Bleischmelzen dieselbe chemische Zusammensetzung besitzen und somit jede Bleischmelze chemisch einzigartig ist[1]

Ein am Tatort gefundenes Geschoss sollte so eindeutig anderer eventuell bei verdächtigen Personen gefundener Munition zugeordnet werden können.

## Anwendung und Aufdeckung fehlender Beweiskraft
Die CBLA wurde erstmals 1963 nach dem Tod von US-Präsident John F. Kennedy angewandt und über mehr als 40 Jahre in mehreren tausend Fällen zur Überführung von Verdächtigen verwendet. 1998 stellte der ehemalige Chef-Metallurg des FBI William Tobin in privaten Studien fest, dass Geschosse aus einer Charge nicht chemisch einheitlich aufgebaut sind und auch Geschosse derselben Schachtel nicht chemisch identisch sind. Laut Tobin sei es statistisch möglich, dass von jeder in den USA hergestellten Kugel zehn Millionen identische Kopien existieren, womit die CBLA forensisch nutzlos sei. Dwight Adams, damaliger Leiter des FBI Lab ersuchte 2002 die National Academy of Science eine unabhängige Bewertung der CBLA-Methode vorzunehmen. Dem 18 Monate später veröffentlichten Bericht zufolge ist die CBLA unzuverlässig und zum Zwecke der Beweisführung potenziell irreführend. Die Technik wird seit 2005 nicht mehr vom FBI angewendet.
Es wird geschätzt, dass die CBLA in ca. 2500 Fällen angewendet wurde. Im Rahmen von Recherchen der Washington Post und 60 Minutes konnten 250  Fälle ausfindig gemacht werden. Ein bekannter Fall eines mit Hilfe der CBLA Verurteilten ist Wayne Lee Hunt der 1985 für einen Doppelmord verurteilt wurde.